# Eisarena Salzbourg
L'Eisarena Salzbourg est un complexe sportif polyvalent de Salzbourg en Autriche. Elle a été ouverte en 1960.
La patinoire accueille notamment l'équipe de hockey sur glace du EC Red Bull Salzbourg pensionnaire de la Ligue Autrichienne. La patinoire a une capacité de 3 200 spectateurs.